# 金新朝
金新朝（韓語：김신조，1942年6月2日—2025年4月9日）本貫遂安金氏，韓國牧師。是1968年青瓦台事件中，朝鮮民主主義人民共和國民族保衛省警察局所屬124軍部隊武裝游擊隊31名特種人員中的兩名倖存者之一。歸化韓國國籍後改名金在現（김재현）。

## 生平
行動失敗後，拘押在韓國審問一年，1970年獲韓國公民身份。定居韓國後，金新朝在首爾聖樂教會任牧師，結婚並育有兩個孩子。